# Gunung Pak-Pak
Gunung Pak-Pak is een bestuurslaag in het regentschap Aceh Tenggara van de provincie Atjeh, Indonesië. Gunung Pak-Pak telt 319 inwoners (volkstelling 2010).